# South Park: Kijek Prawdy
South Park: Kijek Prawdy (ang. South Park: The Stick of Truth) – komputerowa gra fabularna stworzona na podstawie serialu animowanego Miasteczko South Park przez Obsidian Entertainment przy współpracy z South Park Digital Studios w 2014 roku. Wydana przez Ubisoft na platformach Microsoft Windows, Xbox 360, PlayStation 3, Xbox One, Playstation 4 i Nintendo Switch. Dzięki kompatybilności wstecznej można w nią grać także na Playstation 5 i Xbox Series X/S.
17 października 2017 roku wydano kontynuację gry, zatytułowaną South Park: The Fractured but Whole.

## Fabuła

### Miejsce akcji

Tablica stojąca przy wejściu do South Parku

Akcja gry osadzona jest w fikcyjnym miasteczku South Park położonym w Górach Skalistych w Kolorado. Głównym bohaterem jest Nowy, przez inne postaci nazywany Deklem – milczący protagonista, który wraz z rodzicami przeprowadził się do South Parku. Zaprzyjaźniając się z miejscowymi chłopcami, zostaje wciągnięty w grę fabularną, w której wojownicy i czarodzieje walczą o zdobycie „Kijka Prawdy”, dającego nieograniczoną władzę dzierżącej go osobie. Ludzie, dowodzeni przez króla czarodzieja Cartmana, za swój dom uważają królestwo Kupa Keep, mieszczące się w ogródku ich przywódcy. Wśród jego zwolenników znajdują się bohaterowie znani z serialu: np. paladyn Butters, złodziej Craig, kleryk Token, Clyde, Tweek i księżniczka Kenny. Przeciwnikami ludzi są mroczne elfy, żyjące w elfim królestwie znajdującym się w ogródku ich lidera Kyle’a, któremu podlegają m.in. wojownik Stan i bard Jimmy. Chłopcy prowadzą grę w miasteczku, otaczających je lasach i w Kanadzie. W grze pojawiają się miejsca znane z serialu, w tym m.in. szkoła, centrum handlowe, kino Bijou, restauracja City Wok i kawiarnia Tweaków.
Podczas eksploracji miasta bohater poznaje wiele postaci znanych z serialu, w tym m.in.: Randy’ego, Herberta Garrisona, Jezusa, Maca Mackey’ego, Ala Gore’a, Pana Niewolnika, Pana Hankeya, Jimba, Tuong Lu Kima czy Terrance’a i Phillipa.

### Fabuła
Nowy wraz z rodzicami przeprowadza się do South Parku, żeby uciec przed swoją przeszłością. Szybko zaprzyjaźnia się z Buttersem, księżniczką Kenny i ich przywódcą Cartmanem, który nadaje mu przydomek Dekiel, a następnie wtajemnicza w opowieść o Kijku Prawdy. Chwilę później elfy atakują Kupa Keep i wykradają Kijek. Wspierany przez najlepszych wojowników Cartmana, Dekiel odzyskuje Kijek Prawdy z rąk Jimmy’ego. Clyde zostaje wygnany przez Cartmana za nieumiejętną ochronę Kijka Prawdy przed elfami. Nocą Dekiel i kilkoro innych mieszkańców zostaje uprowadzonych przez obcych. Dzięki pomocy Randy’ego bohaterowi udaje uciec się ze statku, który rozbija się na centrum handlowym.
Rankiem miejsce katastrofy statku kosmicznego zostaje odgrodzone przez rząd pod przykrywką budowy restauracji Taco Bell. Dekiel odwiedza Kupa Keep, gdzie dowiaduje się, że Kijek Prawdy ponownie został skradziony. Cartman i Kyle, obaj twierdząc, że to przeciwna strona jest w posiadaniu kijka, zlecają Deklowi pozyskanie dla ich sprawy gotów. Randy zgadza się pomóc Deklowi zwerbować gotów po tym, jak ten zinfiltrował miejsce katastrofy UFO i dowiedział się, że rząd planuje wysadzić miasteczko w powietrze, aby zapobiec wydostawaniu się brei ze statku obcych. Jedna z zarażonych osób ucieka z rządowej kwarantanny, rozprowadzając po South Parku wirusa zamieniającego zainfekowanych w nazistowskie zombie.
Nocą Cartman lub Kyle (w zależności od tego, po czyjej stronie opowiedział się gracz) prowadzi swoje oddziały do walki z przeciwnikiem w szkole. Na miejscu dzieci dowiadują się, że Kijek Prawdy został skradziony przez Clyde’a, mszczącego się za wygnanie go z Kupa Keep. Clyde pokonuje ludzi i elfów, a następnie używa brei obcych do stworzenia armii nazistowskich zombie. Ludzie i elfy łączą siły w celu pokonania Clyde’a, jednak ich liczebność jest niewystarczająca.
Zdesperowani przywódcy ludzi i elfów nakazują Deklowi pozyskać zaufanie znienawidzonych przez nich dziewczyn. Te zgadzają się pomóc, jeśli Dekiel zinfiltruje klinikę aborcyjną i odbędzie podróż do Kanady aby odkryć, która z ich koleżanek rozsiewa fałszywe plotki. Wspierani przez dziewczynki, piratów z przedszkola i fanów Star Trek, ludzie i elfy przypuszczają szturm na wieżę Clyde’a. Na miejsce przybywa Randy, który wyjawia, że rząd umieścił w odbycie Pana Niewolnika urządzenie nuklearne mające zniszczyć South Park. Dekiel zostaje zmuszony do zmniejszenia się i spenetrowania odbytu Pana Niewolnika, aby odnaleźć i rozbroić urządzenie. Ostatecznie Deklowi udaje skonfrontować się z Clyde’em, który zmusza go do walki z Chefem wskrzeszonym jako nazistowskie zombie. Gdy Chef zostaje pokonany, Clyde stwierdza, że nie bawi się więcej z chłopcami, za co zostaje zrzucony przez Cartmana ze swojej wieży.
Chwilę później pojawiają się rządowi agenci, wyjawiając, że Dekiel ukrywa się, ponieważ rząd odkrył jego umiejętność do znajdowania przyjaciół na portalach społecznościowych, którą to umiejętność rząd chce posiąść i wykorzystać do własnych celów. Dowiadując się o mocy Kijka Prawdy, agent dowodzący akcją próbuje namówić Dekla, żeby ten wsparł rząd. Chociaż Dekiel odmawia, księżniczka Kenny zdradza przyjaciół – wykorzystuje Kijek Prawdy do walki przeciwko nim i zaraża się wirusem. Nie mogąc pokonać nazistowskiego zombie, Dekiel za namową Cartmana łamie świętą zasadę ludzi i elfów i uwalnia gazy na krocze Kenny’ego, w rezultacie czego ten zostaje pokonany, a miasto wyleczone z wirusa. Miasteczko zostaje odbudowane, a chłopcy odzyskują Kijek Prawdy. Stwierdzają, że jego moc jest zbyt potężna, żeby dzierżył go jakikolwiek człowiek i wyrzucają go do sadzawki Starka.

## Rozgrywka
Kijek Prawdy jest dwuipółwymiarową grą fabularną z perspektywą trzeciej osoby. Gracz sprawuje kontrolę nad Nowym, niewystępującym w serialu awatarem gracza, stworzonym na początku gry. Postać może swobodnie przemieszczać się po fikcyjnym miasteczku South Park w stanie Kolorado. W miarę postępów w głównym wątku fabularnym kolejne miejsca stają się dostępne do eksploracji. Podczas wykonywania zadań bohaterowi towarzyszyć mogą postaci znane z serialu, między innymi: Cartman, Butters, Stan, Kyle i Kenny. W grze zaimplementowany został system szybkiej podróży, pozwalający bohaterowi wezwać Timmy’ego, który podwiezie go we wcześniej odwiedzone miejsca. Na początku gry określa się klasę postaci, wybierając jedną spośród czterech dostępnych: wojownika, złodzieja, maga (klasy standardowe dla fabularnych gier fantasy) lub żyda. Żyd specjalizuje się w „żyd-jitsu” i atakach dystansowych. Każda z klas posiada unikalne umiejętności, może również korzystać ze wszystkich dostępnych broni i pancerzy, dzięki czemu np. mag może walczyć wręcz, a wojownik używać magii.
Nowy i jego sprzymierzeńcy dysponują szeregiem ataków wręcz, na dystans i magicznych. Doświadczenie zdobywane za wykonywanie zadań i wygrane bitwy pozwalają Nowemu awansować na wyższy poziom, odblokowując nowe umiejętności i ulepszenia, jak np. zwiększenie obrażeń zadawanych wrogom bądź zmniejszenie tych, które otrzymuje się od nich. Zdolności magiczne postaci reprezentowane są przez puszczanie gazów – efekt „zaklęcia” zależy od tego, jaką metodą puszczony zostanie gaz. Przykładowo „prukoczar” pozwala wejść w interakcję z obiektami znajdującymi się poza zasięgiem postaci, „Nagasaki” niszczy blokady, a „podstępny piskacz” używany jest do odwracania uwagi nieprzyjaciół. Standardowe ataki mogą zostać wzmocnione o puszczanie gazów, jeżeli postać posiada odpowiednio dużo many.
W miarę postępów w grze postać odblokowuje umiejętności dające nowe możliwości eksploracji miasteczka, na przykład teleportację umożliwiającą dostanie się na niedostępne inaczej platformy, jak również gazy pozwalające na podpalenie znajdujących się w pobliżu źródeł ognia i wykluczenie z walki wrogów znajdujących się w ich zasięgu. Działania wymierzone w przeciwnika poza walką znajdują odzwierciedlenie w trakcie potyczek – osoba, która zaatakowała jako pierwsza, w trakcie bitwy ma możliwość wykonania pierwszego ruchu. Bitwy mają miejsce na „arenach” odosobnionych od otwartego świata gry i rozgrywają się w systemie turowym.
W trakcie walki podczas kolejki gracza pojawia się okrąg pozwalający na wybór spośród dostępnych możliwości – klasowy atak wręcz, atak specjalny, atak dystansowy lub przedmiot konsumpcyjny. Podstawowe ataki wykorzystywane są przeciwko nieopancerzonym przeciwnikom i do osłabiania tarcz, z kolei mocny atak osłabia tarcze opancerzonych przeciwników. Migająca ikonka informuje, że atak lub blok można wzmocnić w celu zadania większych obrażeń wrogowi bądź otrzymania od niego mniejszych. Ataki specjalne wykonać można wyłącznie jeśli postać dysponuje odpowiednią ilością punktów na „pasku ilości punktów akcji” (PIPA). W trakcie walki, podobnie jak podczas eksploracji, Nowego wspierać może tylko jeden towarzysz. Po zaprzyjaźnieniu się z niektórymi postaciami raz dziennie można wezwać je, aby używając unikatowych potężnych ataków wsparły Nowego w walce. Przykładowo Jezus przeprowadzi ostrzał z karabinu maszynowego, który zadaje silne obrażenia przeciwnikom, a Pan Niewolnik wsadzi sobie przeciwnika w odbyt, zmuszając jego sprzymierzeńców do ucieczki.
Podczas swojej kolejki postać może użyć jednego z przedmiotów konsumpcyjnych, przywracających zdrowie, wzmacniających umiejętności bądź eliminujących negatywne efekty. Bronie i pancerze wzmacniać można dzięki opcjonalnym dodatkom, takim jak sztuczne wampirze kły, guma balonowa czy szpony żydopakabry. Skutkują one na przykład wywoływaniem u przeciwników krwawienia i osłabieniem jego zdrowia lub pancerza, wzmocnieniem życia grywalnej postaci czy wysysaniem punktów życia z przeciwników. Mogą służyć również do podpalenia przeciwnika, zamrożenia go bądź porażenia prądem, chociaż część wrogów jest odporna na niektóre z tych efektów. Część przeciwników jest w stanie całkowicie zablokować określone ataki – jeśli wróg użyje np. umiejętności riposty, pozwalającej sparować każdy atak wręcz, obrażenia zadać można mu wyłącznie bronią dystansową lub magią.
Postać może eksplorować świat gry wykonując dodatkowe aktywności, takie jak np. znajdowanie chinpokomonów czy zapraszanie nowych znajomych na Facebooka. Pozyskiwanie znajomych pozwala na odblokowanie bonusów, które na stałe poprawiają umiejętności Nowego, zapewniając np. dodatkowe obrażenia czy odporność na negatywne czynniki. Facebookowy profil grywalnej postaci pełni również funkcję głównego menu gry, dającego dostęp m.in. do ekwipunku i dziennika zadań. W Kijku Prawdy pojawia się również kilka minigier, takich jak chociażby wypróżnianie się w celu zdobycia stolca, którym można rzucić we wroga, przeprowadzanie aborcji, przebieranie się za dziewczynkę i używanie sondy analnej. Część z wymienionych minigier ze względu na cenzurę została wycięta z niektórych wydań Kijka Prawdy.

## Produkcja

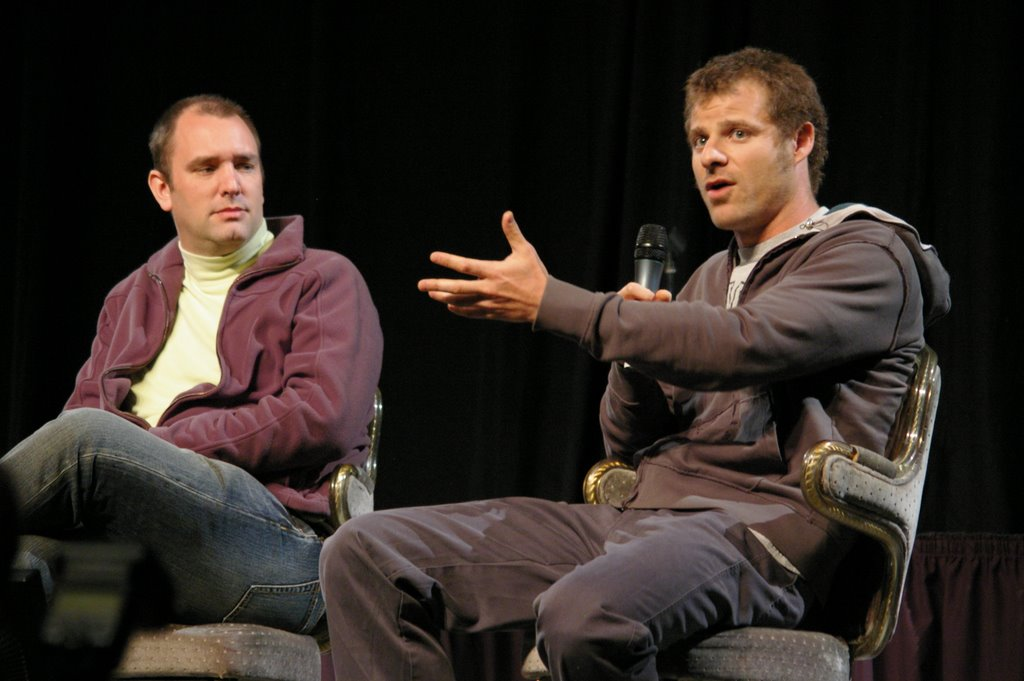
Matt Stone i Trey Parker, twórcy serialu Miasteczko South Park i współtwórcy Kijka Prawdy (2007)

Produkcja gry zajęła cztery lata. Rozpoczęła się w 2009 roku, kiedy twórcy Miasteczka South Park Trey Parker i Matt Stone skontaktowali się ze studiem Obsidian Entertainment w celu omówienia stworzenia gry opartej na serialu. Parker, fan gier stworzonych przez Obsidian, w tym m.in. Fallout: New Vegas, chciał stworzyć grę fabularną – należącą do gatunku, który wraz ze Stone’em uwielbiali od dzieciństwa. Parker i Stone nalegali, żeby gra wiernie odwzorowywała styl wizualny serialu. Pierwotnie Parker zakładał, że gra będzie southparkowym odpowiednikiem The Elder Scrolls V: Skyrim, dostarczając Obsidianowi pięciusetstronicowy scenariusz. South Park Digital Studios stworzyło animowany koncept prologu gry, którego celem było zaprezentowanie rozwiązań w rozgrywce, jakie mają zostać zawarte w grze. Chociaż wcześniej powstało już kilka gier na licencji serialu, w tym m.in. South Park (1998) i South Park Rally (1999), Parker i Stone nie byli zaangażowani w ich tworzenie, a w późniejszym czasie krytycznie wyrazili się na temat ich jakości. Negatywny odbiór wcześniejszych gier sprawił, że twórcy postanowili odpowiednio zadbać o ich własność intelektualną, domagając się większego udziału w tworzeniu Kijka Prawdy. Uprzednio odmówili kilku propozycjom stworzenia gier na podstawie serialu.
Parker i Stone nawiązali bliską współpracę z Obsidianem, nierzadko przez cztery dni z rzędu prowadząc trzy-, czterogodzinne spotkania, podczas których omawiano projekt. Współpraca twórców serialu z twórcami gry zakończyła się na dwa tygodnie przed dostarczeniem Kijka Prawdy do sklepów. Zaangażowanie Parkera i Stone’a w projekt wykraczało poza doradztwo w kwestiach artystycznych. Należąca do nich firma początkowo finansowała grę, ponieważ wychodzono z założenia, że produkcja stworzona na podstawie kontrowersyjnego serialu będzie miała problemy z pozyskaniem wsparcia finansowego dużych wydawców, którzy będą nalegali na jej ocenzurowanie w celu zwiększenia jej przystępności. Początkowe wsparcie finansowe Parkera i Stone’a pozwoliło Obsidianowi stworzyć wersję demonstracyjną gry, którą następnie zaprezentowano potencjalnym wydawcom. W grudniu 2011 roku THQ ogłosiło, że nawiązało współpracę z Obsidianem w celu wydania South Park: The Game, jak wtedy nazywał się projekt. Viacom, właściciel marki South Park, zaprzestał finansowania gry, nie mając pewności, czy inwestycja się zwróci. Podpisując umowę z THQ pracownicy Obsidianu mieli świadomość, że wydawca zmaga się z problemami finansowymi.
W marcu 2012 roku Microsoft anulował projekt North California, który Obsidian od siedmiu miesięcy tworzył z myślą konsoli Xbox One, co przyczyniło się do zwolnienia od 20 do 30 pracowników Obsidianu, w tym części osób pracujących nad Kijkiem Prawdy. W maju 2012 roku do wiadomości publicznej podany został ostateczny tytuł gry. W grudniu THQ zgłosiła do sądu wniosek o bankructwo, nie porzucając jednak prac nad tworzonymi projektami, mając nadzieję, że podczas aukcji kontrolowanej znajdzie się podmiot, który wykupi firmę i wyciągnie ją z tarapatów finansowych. Firmie nie udało jednak znaleźć się kupca, w związku z czym sąd w Delawere nakazał sprzedaż poszczególnych aktywów THQ stwierdzając, że osobno są one warte więcej.
Prawa do Kijka Prawdy zostały wystawione na aukcję pod koniec grudnia 2012 roku. Pracownicy Obsidianu nie zdawali sobie sprawy ze sprzedaży praw do momentu ogłoszenia aukcji. South Park Digital Studios zgłosiło sprzeciw, twierdząc, że THQ nie jest upoważnione do sprzedawania praw do marki South Park, jako że firmie udzielona została wyłącznie możliwość wykorzystania określonych znaków towarowych związanych z marką. Dodatkowo stwierdzono, że nawet jeśli prawa zostały sprzedane, THQ wciąż winne jest South Park Digital Studios 2.27 mln dolarów, w związku z czym firma ma prawo żądać odzyskania wszelkich elementów franczyzy. W odpowiedzi THQ stwierdziło, że South Park Digital udzieliło im praw na wyłączność, w związku z czym mogą one zostać przekazane innym podmiotom. 24 stycznia 2013 roku amerykański sąd zatwierdził wyprzedaż aktywów THQ, w tym Kijka Prawdy.
Prawa do gry zostały kupione przez Ubisoft za 3.2 mln dolarów. W ciągu trzech tygodni stwierdzono, że gra wymaga znacznych zmian, w związku z czym jej premierę przesunięto na wrzesień 2013 roku, następnie na grudzień, ostatecznie zaś na marzec 2014 roku. Parker i Stone, po przejęciu projektu przez Ubisoft pełniący rolę konsultantów, stwierdzili, że produkcja Kijka Prawdy w takiej formie, w jakiej pierwotnie zakładano, zajęłaby zbyt dużo czasu i byłaby zbyt kosztowna. W udzielonym w 2014 roku wywiadzie prezes Obsidianiu, Feargus Urquhart, stwierdził, że nie może wypowiadać się na temat zmian, jakie wprowadzono w grze po przejęciu jej przez Ubisoft. Prace nad grą oficjalnie zakończyły się 12 lutego 2014 roku, kiedy trafiła ona do tłoczni. Po wydaniu gry Stone stwierdził, że praca nad nią pochłonęła zdecydowanie więcej czasu, niż przypuszczali z Parkerem: „Muszę przyznać, że zmieniliśmy rzeczy, które nam się nie podobały i pracowaliśmy nad grą dłużej, niż inni by tego chcieli”.

### Projekt
W trakcie wczesnych rozmów z Obsidianem Parker i Stone domagali się, aby gra wiernie odwzorowywała unikatowy dwuwymiarowy styl serialu tworzonego techniką animacji wycinankowej. Studio dostarczyło proof-of-concept przedstawiający, jak będzie wyglądała animacja, który zadowolił Stone’a i Parkera. We wczesnej fazie główną inspiracją dla gry był Skyrim, następnie zaś gra fabularna EarthBound z 1995 roku. Jak przyznają Parker i Stone, inspiracją było również połączenie oprawy 2D/3D z Paper Mario, a milczący protagonista inspirowany był Linkiem z The Legend of Zelda. Stroje i klasy postaci zaczerpnięte zostały z Powrotu Drużyny Pierścienia do dwóch wież, odcinka Miasteczka South Park wyemitowanego w 2002 roku. Obsidian stworzył wiele broni i pancerzy inspirowanych klimatami fantasy, Parker i Stone nalegali jednak, żeby „były bardziej gówniane”, co miało dawać wrażenie, że dzieci znalazły je bądź stworzyły same. Za broń służą kije golfowe, młotki, drewniane miecze czy strzały z przepychaczek do sedesów, z kolei za elementy pancerza szlafroki, ręczniki czy rękawice kuchenne. Obsidian otrzymał od twórców Miasteczka South Park pełny dostęp do archiwum zasobów serialu, co umożliwiło zaimplementowanie do gry niewykorzystanych w kreskówce pomysłów, takich jak chociażby odrzucone projekty chinpokomonów. Studio otrzymało również dostęp do zasobów audio, w tym efektów dźwiękowych i piosenek. Głosów postaciom użyczyli aktorzy znani z serialu, a muzykę skomponował Jamie Dunlap, odpowiedzialny również za ścieżkę dźwiękową do Miasteczka South Park. Stone, opisując prace nad scenariuszem do gry komediowej stwierdził, że znacząco różnią się one nad pisaniem scenariusza do serialu. W grze żart powtarzać może się wielokrotnie, przez co z czasem może zacząć nudzić, twórcy starali się jednak, żeby Kijek Prawdy był czymś więcej niż tylko zbiorem zabawnych scenek.
Podobnie jak serial, Kijek Prawdy stanowi satyrę na tematy polityczne i społeczne, takie jak np. aborcja, uprzedzenia rasowe, sondy analne, uzależnienie od narkotyków, seks, brutalna przemoc czy ubóstwo. Jordan Thomas, współpracujący nad scenariuszem, stwierdził w jednym z wywiadów: „Mając świadomość, że [Parker i Stone] uwielbiają przekraczać granice, zastanawialiśmy się, czy poruszając tematy drażliwe dla odbiorców powinniśmy jeszcze dolewać oliwy do ognia. Zawsze odpowiadali, żeby niczego nie łagodzić, pytali jednak, czy możemy sprawić, żeby drażliwy temat był bardziej zabawny – w wielu przypadkach odpowiedź na to pytanie była twierdząca”.
W trakcie produkcji w grze dokonano kilku zmian. Podczas gdy w finalnej wersji dostępne są cztery grywalne klasy (wojownik, złodziej, mag i żyd), we wczesnej wersji dostępnych było pięć: paladyn, czarodziej, łotrzyk, poszukiwacz przygód i żyd. Ostatnia z nich opisana została jako połączenie mnicha i paladyna, „podejmująca duże ryzyko, otrzymująca wysokie nagrody”, która najsilniejsza jest gdy stoi o krok od śmierci. We wczesnej wersji występowały inne rodzaje przeciwników i miejsca, w tym m.in. wampirze dzieci walczące na cmentarzu i w kościele, hippisi, misja polegająca na odzyskaniu lalki Cartmana z rąk rudzielców i walka z bossem w postaci olbrzymiego skrzydlatego potwora. Większą rolę odgrywali w niej ludzie-kraby zamieszkujący strefę zdemilitaryzowaną z majtkowymi gnomami; w finalnej wersji pojawia się tylko jeden człowiek-krab. Pan Hankey wraz z rodziną zamieszkiwać miał dużą bożonarodzeniową wioskę, która w finalnej wersji zastąpiona została domkiem w miejskiej kanalizacji. Umowa wydawnicza zawarta z THQ zakładała wsparcie dla Kinecta, pozwalające graczowi wydawać polecenia głosowe, drwić z przeciwników i obrażać Cartmana, na co postać mogła odpowiadać. Z myślą o posiadaczach konsoli Microsoftu planowano ekskluzywną zawartość do pobrania – trzy rozszerzenia fabularne oraz zestawy dodatkowych broni, strojów i dodatkowych ataków: Mysterion Superhero i Good Times with Weapons – które jednak nie znalazły się w wersji wydanej przez Ubisoft.

## Dystrybucja
W Ameryce Północnej gra została wydana 5 marca 2014 roku na wszystkie docelowe platformy. W Australii premiera miała miejsce 6 marca, z kolei w Europie dzień później. Pierwotnie gra miała trafić do sklepów 5 marca 2013 roku, jednak jej ówczesny wydawca, THQ, przesunął premierę o dwa miesiące. Po bankructwie THQ w styczniu 2013 roku, prawa do jej wydania nabył Ubisoft, nie sprecyzował jednak daty premiery. W maju 2013 roku firma ogłosiła, że gra zostanie wydana w ciągu kilku miesięcy. 26 września premierę zapowiedziano na grudzień 2013, jednak w październiku została przesunięta na marzec 2014. 6 marca 2014 roku gra miała ukazać się w Niemczech i Austrii, premiera została jednak przełożona, ponieważ wersja zlokalizowana na tamtejsze rynki zawierała odniesienia do nazizmu.
Wydanie kolekcjonerskie, „Grand Wizard Edition”, poza grą zawiera piętnastocentymetrową figurkę wielkiego czarodzieja Cartmana, mapę królestwa South Parku i możliwość pobrania dodatku Ultimate Fellowship. DLC zawiera cztery stroje dające różne umiejętności: strój czarodzieja nekromanty zwiększa obrażenia od ognia, łotrzyka zabójcy zapewnia dodatkową gotówkę, elfa łowcy zwiększa obrażenia od broni, a świętego obrońcy zwiększa obronę. Dodatkowy pakiet, Super Samurai Spaceman, zawiera trzy kostiumy: strój superbohatera dodający premie na początku bitwy, strój samuraja dający premię za pokonanych wrogów i strój kosmonauty zapewniający dodatkową ochronę.
W listopadzie i grudniu 2013 roku amerykańska telewizja Comedy Central wyemitowała trzy odcinki Miasteczka South Park (Black Friday, A Song of Ass and Fire i Titties and Dragons) składające się na „trylogię”, w której postaci noszą stroje znane z gry i odgrywają podobne postaci. W wymienionych odcinkach wyszydzono przeciągającą się produkcję gry: w odcinku Black Friday Cartman przekonuje Kyle’a, że „jak kupujesz grę w przedsprzedaży gry, to płacisz za towar, nad którym te dupki z Kalifornii jeszcze nie skończyły pracować”, nawiązując do mieszczącego się w Kalifornii biura Obsidianu. W finale wieńczącego „trylogię” odcinka Titties and Dragons Cartman znajduje tytułowy Kijek Prawdy, a kończy się on zapowiedzią gry, której towarzyszy sceptyczny komentarz Buttersa. Omawiając odcinek Black Friday redaktorzy portalu IGN stwierdzili, że „sprawiał wrażenie zajawki” gry, zaś w świetle licznych jej opóźnień był „dobrym marketingiem”.

### Cenzura

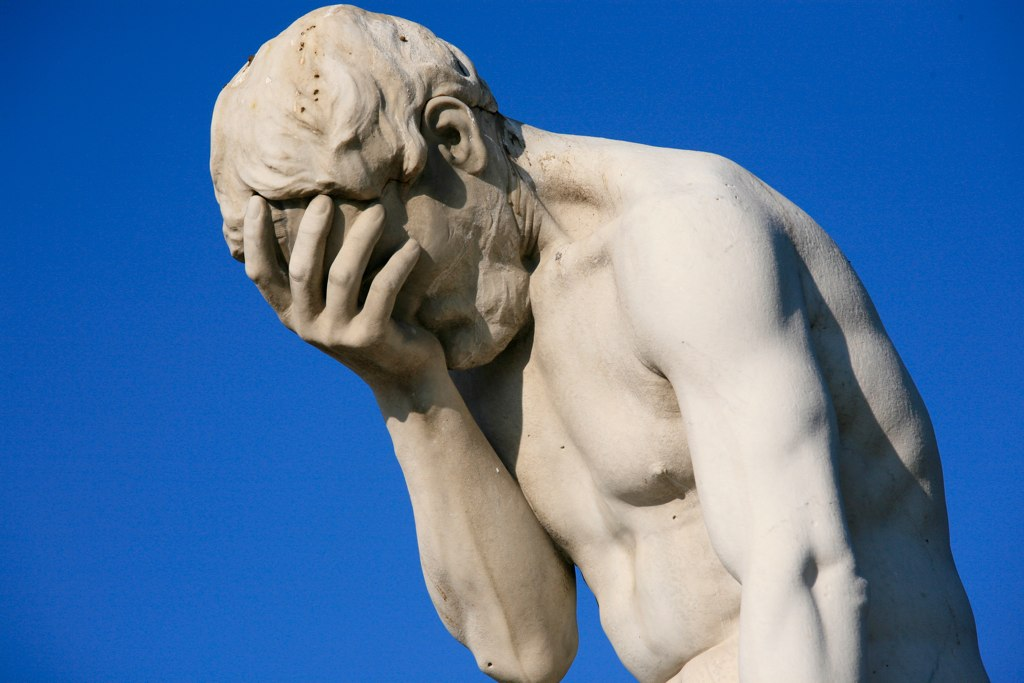
Rzeźba Kain Henriego Vidala, która posłużyła jako tło dla planszy informującej o cenzurze w grze

Na kilka dni przed premierą Kijka Prawdy Ubisoft ogłosił, że w niektórych regionach ocenzurowanych zostanie sześć scen. Przedstawiciele firmy stwierdzili, że była to „marketingowa decyzja podjęta przez Ubisoft EMEA” (EMEA – Europa, Bliski Wschód, Afryka), a nie odpowiedź na żądania cenzorów. Ocenzurowane zostały wersje na Xboksa 360 i PlayStation 3 wydane w Europie, na Bliskim Wschodzie, w Afryce i w Rosji, podczas gdy wersja na komputery osobiste została w tych regionach wydana w wersji nieocenzurowanej. Cenzura dotknęła wszystkich wersji wydanych w Australii, Singapurze, Hongkongu, Niemczech, Austrii i na Tajwanie. Ameryka Północna była jedynym terytorium, na którym gra została wydana w wersji nieocenzurowanej na wszystkich platformach. Wersja niemiecka została dodatkowo ocenzurowana ze względu na użycie w grze elementów przedstawiających nielegalne w Niemczech treści nazistowskie, takie jak swastyki, saluty rzymskie i fragmenty przemówień Hitlera. Przedstawiciel Pan European Game Information potwierdził, że organizacji przedstawiono do sklasyfikowania nieocenzurowaną wersję gry, która została dopuszczona do sprzedaży z ograniczeniem wiekowym 18. Niedługo później Ubisoft dobrowolnie przedstawił PEGI do sklasyfikowania ocenzurowaną wersję, która otrzymała takie samo ograniczenie.
Sceny usunięte przez Ubisoft przedstawiają sondowanie odbytów przez obcych i aborcję przeprowadzaną na Randym przez grywalną postać. Zamiast nich wyświetlana jest plansza ze statuą przykładającą dłoń do twarzy oraz szczegółowym opisem usuniętej sceny. W Australii rzeczone sceny zostały usunięte na żądanie Australian Classification Board, która odmówiła dopuszczenia gry do sprzedaży ze względu na treści przedstawiające przemoc na tle seksualnym. Podobnie jak w wersji europejskiej, zamiast usuniętych scen pojawia się plansza opisująca scenę, jednak grafika przedstawiająca statuę zamieniona została na płaczącego koalę.
Gdy Parker i Stone dowiedzieli się o konieczności wprowadzenia zmian w celu dopuszczenia gry do sprzedaży, umieścili w niej plansze, aby gracze mieli świadomość jej ocenzurowania. Stone nazwał cenzurę podwójnym standardem, któremu od lat sprzeciwia się z Parkerem, stwierdził jednak, że nie zniszczyła ona gry, a plansze pozwalają im wykpić wprowadzone zmiany.

## Odbiór gry
South Park: Kijek Prawdy spotkał się z pozytywnym przyjęciem ze strony krytyków – w zależności od wersji, średnia ocen wynosi od 82% do 87%. Produkcja uznana została za udaną adaptację licencjonowanego materiału, opisywaną przez recenzentów jako najwierniejsza adaptacja, jaka kiedykolwiek powstała. Według nich sprawiała przy tym wrażenie, że kierowana przez gracza postać porusza się po planie serialu. Zdaniem części redaktorów Kijek Prawdy był dla Miasteczka South Park tym samym, czym Batman: Arkham Asylum dla franczyzy o Batmanie – podejście z szacunkiem do materiału źródłowego przyczyniło się do stworzenia nowej jakości w grach komputerowych.
Recenzenci bardzo często chwalili komediowe aspekty gry. Recenzent magazynu „Game Informer” stwierdził, że Kijek Prawdy jest najlepszą grą komediową, jaką dotychczas wydano. W recenzji IGN doceniono produkcję jako inteligentną satyrę na gatunek gier RPG, inni recenzenci pochwalili z kolei wysoką jakość humoru, niestroniącego od szokujących scen i za wszelką cenę dążącego do obrażania. Wielu recenzentów zgodziło się, że gra doceniona zostanie przede wszystkim przez fanów Miasteczka South Park, ponieważ część żartów może być niezrozumiała dla osób nieznających serialu. Inni recenzenci stwierdzili, że większość żartów osadzona została w takim kontekście, że powinna być zrozumiała i zabawna nawet dla osób, które nie miały styczności z serialem. Według IGN Kijek Prawdy jest grą, na jaką fani Miasteczka South Park czekali od zawsze, inni stwierdzili jednak, że gdyby nie popularność serialu, gra odebrana zostałaby gorzej.
Mieszane uczucia krytyków wzbudził system walki – według jednych był on głęboki i dający wiele satysfakcji, inni określili go jako płytki i powtarzalny. Według niektórych recenzentów zawodem jest niewielka różnica pomiędzy klasą złodzieja a żyda. Rozbieżne opinie recenzentów wzbudziły również zagadki środowiskowe – dla jednych były one przemyślane i przyjemne, dla innych zbyt proste i oskryptowane. Zdaniem krytyków wiele funkcji zostało słabo wyjaśnionych, w związku z czym nierzadko miewa się trudności z ich użyciem. Część skrytykowała również zbyt długie czasy wczytywania nowych lokacji i wolne menu.
W marcu 2014 roku Stone zapowiedział, że powstanie kontynuacji gry uzależnione jest od tego, jak przyjęta zostanie pierwsza część. W maju 2014 roku portal IGN umieścił Kijek Prawdy na 50. miejscu listy stu najlepszych gier siódmej generacji.

### Sprzedaż
Podczas pierwszego tygodnia sprzedaży, w Wielkiej Brytanii Kijek Prawdy był najchętniej kupowaną grą na wszystkich platformach, deklasując Thief. Produkcja stanowiła 53% wszystkich sprzedanych w danym tygodniu gier na Xboksa 360, 41% gier sprzedanych na PlayStation 3 i 6% gier na komputery osobiste. W drugim tygodniu od momentu wydania sprzedaż spadła o 47%, a gra znalazła się na trzecim miejscu list sprzedaży, za Titanfall i Dark Souls II. Pomiędzy 2. a 15 marca 2014 roku Kijek Prawdy osiągnął najwyższą sprzedaż na platformie Steam. W Ameryce Północnej wersja pudełkowa była trzecią najpopularniejszą grą marca, znajdując się za Titanfall i inFamous: Second Son. 25% graczy nabyło grę za pośrednictwem dystrybucji cyfrowej, dzięki czemu przez pewien czas Kijek Prawdy był najszybciej rozchodzącą się w tej formie grą Ubisoftu.

## Kontynuacja
Podczas targów E3 w czerwcu 2015 roku zapowiedziana została kontynuacja gry, South Park: The Fractured but Whole, przeznaczona na komputery osobiste oraz konsole Xbox One i PlayStation 4. Jej premiera odbyła się 17 października 2017 roku. Stworzyło ją wewnętrzne studio Ubisoftu z San Francisco, jednak w proces produkcji w dalszym ciągu zaangażowani są Parker i Stone. W grze gracz ponownie wciela się w Nowego i w ramach kolejnej zabawy chłopców dołączy do założonej przez Cartmana grupy superbohaterów Szop i Przyjaciele walczącej z Profesorem Chaosem, złym alter ego Buttersa.

## Obsada
- Trey Parker – Stan Marsh / Eric Cartman / Randy Marsh / Stephen Stotch / Clyde Donovan / Jimmy Valmer / Timmy Burch / Herbert Garrison / Mac Mackey / Ned Gerblansky / Oficer Barbrady / Phillip / Tuong Lu Kim / Święty Mikołaj / Pan Tweek / Pete / Gnomy / Pan Hankey / Żabi Król / Książę Wróbli / Psychosum / Al Gore / Sierżant Harrison Yates / Morgan Freeman / Nowy / dodatkowe głosy
- Matt Stone – Kyle Broflovski / Kenny McCormick / Butters Stotch / Scott Malkinson / Tweek Tweak / Michael / Gerald Broflovski / Jezus / Terrance / Jimbo Kern / dodatkowe głosy
- Mona Marshall – Henrietta Biggle / Sheila Broflovski / Linda Stotch / Pani Biggle / Red / Dodatkowe głosy
- April Stwart – Wendy Testaburger / Annie / Shelley Marsh / Liane Cartman / Allie Nelson / Carol McCormick / Esther / Jessie / Jessie Rodriguez / Kelly Gardner / Kelly Palmer / Lola / Millie / Nelly / Dyrektor Victoria / Sharon Marsh / Pani Tweek / Flora / Jenny / Sally / Amber Hankey / Snuke / Burmistrz McDaniels / dodatkowe głosy
- Adrien Beard – Token Black
- John Hansen – Pan Niewolnik
- Bill Hader – Firkle / Ike Broflovski / Filmore / Billy / Quaid
- Jennifer Howell – Bebe Stevens
- Jessica Makinson – Heidi Turner
- Colleen O’Shaughnessey – Karen McCormick / Matka Nowego
- Stanley G. Sawicki – Ojciec Nowego
- Tian Wang – Mongolskie dzieci
- Isaac Hayes – Jerome „Chef” McElroy (materiały archiwalne)
- Adolf Hitler – Nazistowskie zombie (materiały archiwalne)